# Helena Elver
Helena Elver est une handballeuse danoise née le 1er mars 1998 à Copenhague. Elle a remporté avec l'équipe du Danemark la médaille de bronze du tournoi féminin aux Jeux olympiques d'été de 2024, organisés à Paris.